# معركة عملية الكرامة (بنغازي)
معركة عملية الكرامة كانت معركة ضمن الحرب الأهلية الليبية بسنة 2014. نشبت في مايو ويوليو 2014 بين مجلس شورى ثوار بنغازي الإسلامي (المدعوم من غرفة عمليات ثوار ليبيا وكتائب مصراتة) والجيش الليبي، وبعض المناصرين للجيش بالمدينة. مجلس شورى ثوار بنغازي تقوده جماعة أنصار الشريعة التي قد صنفت كمنظمة إرهابية لدى الأمم المتحدة، تركيا، الإمارات العربية المتحدة، المملكة المتحدة والولايات المتحدة.

## خلفية
بدأت العمليات القتالية لأول مرة في وقت مبكر من صباح يوم الجمعة
16 مايو 2014. عندما هاجمت قوات اللواء خليفة حفتر مقار بعض الميليشيات الإسلامية في بنغازي، بما فيها المسؤولة عن مقتل السفير الأميركي عام 2012. شارك في الهجوم مروحيات، وطائرات وقوات بريّة، وأدى على الأقل لمقتل 70، وجرح ما يزيد 250. تعهد حفتر بعدم التوقف حتى يقضي على الجماعات المتطرفة. قبل الهجوم بوقتًٍ قصير يقال إلى أن حفتر سأل صديقًا مقرب، «أأنا منتحر؟»
العملية، التي أطلق عليها اسم «عملية الكرامة» من قبل حفتر، بدأت عندما هاجمت القوات الموالية للواء حفتر وحدات معسكر شهداء 17 فبراير، كتيبة درع ليبيا 1، وأنصار الشريعة. أقتصر القتال إلى حد كبير على منطقة جنوب غربي بنغازي «الهواري» و«سيدي فرج». إرتكز القتال على وجه الخصوص بين البوابة الجنوبية الغربية ومصنع الإسمنت؛ المنطقة المُسيطر عليها من قبل أنصار الشريعة. المروحيات كانت جزء من الأعمال القتالية وقد شوهدت تحلق حول الهواري. وأعمال القتال شملت أيضًا منطقة ميناء المدينة بين قوات البحرية الليبية وكتيبة درع ليبيا 1.

## النتيجة
في 29 يوليو، قوات مجلس شورى ثوار بنغازي بما فيها أنصار الشريعة استولت على قاعدة عسكرية ببنغازي كانت بمثابة المقر للقوات الخاصة الليبية الصاعقة؛ الوحدة التي كانت داعمة للواء خليفة حفتر. المتحدث الرسمي باسم القوات الخاصة الصاعقة فضل الحاسي ادعى بأن الصاعقة قد تخلت عن القاعدة، والتي كانت تضم معسكر 36 التدريبي في منطقة أبو عطني، بعد تعرضها لقصف عنيف. المعركة على القاعدة شملت استخدام صواريخ وطائرات، ونتج عنها على الأقل 30 قتيل. خلال الإقتتال تحطمت طائرة ميغ تابعة لحفتر غرب منطقة الكويفية، وقد تمكن الطيار من النجاة. المتحدث باسم عملية الكرامة محمد الحجازي ادعّى أن الطائرة قد سقطت نتيجةً عَطل فني، مؤكدًا على أنها لم تتعرض لإطلاق نار. بعد سقوط القاعدة العسكرية للصاعقة، ظهرات لقطات فيديو لمحمد الزهاوي، قائد جماعة أنصار الشريعة، وأيضًا وسام بن حميد قائد درع ليبيا 1، واقفين على أسوار القاعدة. في البداية نفت الصاعقة أن تكون قد خسرت قاعدتها، إلا أن قائد قوات الصاعقة العقيد ونيس بوخمادة اعترف بخسارتهم لها عشية  اليوم ذاته. الناطق باسم قوات الصاعقة لاحقًا صرح  لليبيا هيرالد أن الصاعقة قد فقدت ببنغازي ما بين 21 و30 يوليو ما إجماليه 63 قتيل و200 جريح. بينما كان المتحدث غير واثق من عدد خسائر القوات الإسلامية المنافسة له، لكنه زعم أنها بالعشرات. المعركة، التي ضمت قصفًا عشوائي عنيف في وحول منطقة أبو عطني ذات الطابع السكني، خلفت العشرات من المدنيين القتلى في تبادل النيران.

## عواقب
بدء معركة مطار بنينا.